# Arganza (kommunhuvudort)
Arganza är en kommunhuvudort i Spanien. Den ligger i provinsen Provincia de León och regionen Kastilien och Leon, i den nordvästra delen av landet, 300 km nordväst om huvudstaden Madrid. Arganza ligger 596 meter över havet och antalet invånare är 861.
Terrängen runt Arganza är kuperad norrut, men söderut är den platt. Terrängen runt Arganza sluttar söderut. Runt Arganza är det ganska tätbefolkat, med 179 invånare per kvadratkilometer. Närmaste större samhälle är Ponferrada, 12,8 km sydost om Arganza. Trakten runt Arganza består till största delen av jordbruksmark.